# Große Hamsterratte
Die Große Hamsterratte (Beamys major) ist ein mäuseartiges Nagetier aus der Unterfamilie der Hamsterratten (Cricetomyinae). Sie ist nahe mit der Kleinen Hamsterratte (Beamys hindei) verwandt, jedoch größer.

## Merkmale
Die Große Hamsterratte erreicht eine Kopf-Rumpf-Länge von 136 bis 173 mm, eine Schwanzlänge von 126 bis 143 mm, eine Ohrenlänge von 19 bis 21 mm, eine Hinterfußlänge von 21 bis 25 mm und ein Gewicht von 95 bis 102 g. Die Backentaschen sind gut entwickelt. Das Fell ist weich. Die Oberseite ist grau, die Unterseite ist reinweiß. Das Kinn, die Kehle und die Oberbrust sind weiß. Die Ohren sind relativ groß. Der lange Greifschwanz hat auffällige weiße Markierungen. Die relativ kurzen Gliedmaßen sind weiß mit vier Zehen an den Vorderfüßen und fünf Zehen an den Hinterfüßen. Die Männchen sind im Durchschnitt größer als die Weibchen mit einer beträchtlichen Überlappung bei den Größenangaben zwischen den Geschlechtern. Der Karyotyp ist nicht bekannt.

## Vorkommen
Das Verbreitungsgebiet erstreckt sich vom nördlichen und östlichen Sambia über Malawi bis ins nördliche Zentral-Mosambik, insbesondere am Monte Mabu.

## Lebensraum
Die Große Hamsterratte bewohnt Bergwälder und Uferwälder üblicherweise in Höhenlagen von 500 bis 1000 m.

## Nahrungsverhalten
Die Große Hamsterratte ist nachtaktiv. Sie hält sich überwiegend am Boden auf, sie kann jedoch auch klettern, wobei sie ihren langen Greifschwanz als Stütze beim Überwinden dünner Zweige benutzt. Ihre Nahrung besteht hauptsächlich aus Früchten und Samen, die in Erdspeichern vergraben werden. Gelegentlich bereichern Insekten das Nahrungsangebot.

## Fortpflanzungsverhalten
Trächtige Weibchen wurden während der Regenzeit zwischen November und Mai beobachtet. Die durchschnittliche Wurfgröße beträgt vier bis sechs Junge. Das Wachstum der Jungtiere ist sehr schnell. Im Alter von vier Wochen haben sie ein Gewicht von 43 g erreicht. Die Tragezeit von Weibchen der nahe verwandten Kleinen Hamsterratte in menschlicher Obhut beträgt 22 bis 23 Tage und deren Lebenserwartung drei bis vier Jahre.

## Systematik
Der Artstatus der Großen Hamsterratte ist umstritten. 1914 wurde sie von Guy Dollman als eigenständige Art beschrieben. 1970 wurde sie von C. Andresen Hubbard als Unterart der Kleinen Hamsterratte (Beamys hindei) klassifiziert. Dieser Ansicht folgten William Frank Harding Ansell und sein Sohn im Jahr 1973 sowie Gordon Barclay Corbet und John Edwards Hill im Jahr 1991. Andere Autoren, darunter Guy Musser und Michael D. Carleton, betrachteten Beamys major auch weiterhin als eigenständige Art. Clare D. Fitzgibbon, Herwig Leirs und Walter Verheyen wiesen 1995 darauf hin, dass die Körpergrößen von Beamys hindei in südlichen Breitengraden größer waren, als die von Exemplaren aus den nördlichen Breitengraden. Dieser Einschätzung folgte David C. D. Happold im Jahr 2013 und betrachtete sowohl die nördliche Population von Kenia (Beamys hindei) als auch die südliche Population von Malawi (Beamys major) als konspezifisch.
Einen anderen Ansatz verfolgen dagegen Ara Monadjem und Christiane Denys. Im Jahr 2011 legten Denys und ihre Kollegen dar, dass die Kleinen Hamsterratten in Kenia und Tansania unterschiedliche Karyotypen besitzen und sie vermuteten, dass die Population aus den Usambara-Bergen in Tansania möglicherweise eine dritte unbeschriebene Beamys-Art repräsentieren könnte. Im Jahr 2015 hielten Denys und Monadjem den Artstatus für Beamys major bei und im siebten Band des Handbook of the Mammals of the World aus dem Jahr 2017 wird die Große Hamsterratte ebenfalls als eigenständige Art betrachtet.